# Quercus tuitensis
Quercus tuitensis — вид рослин з родини букових (Fagaceae); ендемік Південної Сьєрра-Мадре — Мексика.

## Опис
Це невелике до середнього розміру листопадне дерево, що досягає у висоту 8–10(15) метрів зі стовбуром діаметром 25–30(60) см. Кора чорнувата, дуже шорстка. Листки дуже поліморфні, еліптичні й ланцетні, шкірясті, 6–14 × 2–5 см; верхівка гостра; основа округла або серцеподібна; край цілий; верх  без волосся; пахвові пучки знизу; ніжка листка завдовжки 1–2 см. Жолудь дворічний, завдовжки 1–1.5 см, поодиноко до 4 на тонкій, дуже короткій ніжці; чашечка охоплює 1/3 горіха, з червонуватими голими лусочками.

## Поширення й екологія
Ендемік північного заходу Південної Сьєрра-Мадре — Мексика (Халіско, Коліма).
Часто трапляється у відкритих, зазвичай сухих, дубових або дубово-соснових лісах; росте на висотах 980–1400 м.

## Загрози
Багато помірних лісів у Мексиці та Центральній Америці перебувають під загрозою людської діяльності. Фрагментація та деградація середовищ існування безпосередньо впливає на генетичний зв'язок виду, перериваючи процеси генетичного потоку та розповсюдження насіння. За даними місцевих експертів, на території району також проводиться велика кількість незаконних рубок.